# Yumi Matsutoya
Yumi Matsutoya (松任谷 由実, Matsutōya Yumi, Hachioji, 19 de janeiro de 1954) é um cantora, compositora, letrista e pianista japonesa. A sua carreira discográfica tem tido sucesso comercial com mais de 42 milhões de discos vendidos. Em 1990, o seu álbum The Gates of Heaven tornou-se o primeiro álbum a ser certificado em "Multi-Milhão" pela RIAJ.
Matsutoya é a única artista a ter um álbum em primeiro lugar por ano nas tabelas da Oricon Albums Chart durante 18 anos consecutivos. A revista Shūkan Gendai classificou Matsutoya em terceiro lugar (atrás apenas de Miyuki Nakajima e Masayoshi Son) numa lista das figuras japonesas mais inteligentes, com base nos critérios de "inteligência, determinação, sensibilidade e capacidade".